# Casa Sardi
Casa Sardi è un edificio di Milano situato in via Paleocapa al civico 3.

## Storia e descrizione
L'edificio fu costruito nel 1898 su progetto di Luigi Broggi che disegnò una facciata fortemente ispirata alle forme del rinascimento fiorentino.
Il pian terreno ed il primo piano presentano una dichiarata ispirazione alle forme di palazzo Pitti: rivestiti in bugnato, il portale e le finestre ad arco del pian terreno e le finestre rettangolari del primo piano sono un chiaro riferimento al palazzo fiorentino. I due piani superiori sono al contrario più aderenti ai modelli del rinascimento lombardo, con fronte in mattoni in cotto e finestre architravate bramantesche: l'edificio si conclude con una loggia retta da colonne binate all'ultimo piano.